# Allentsteig
Allentsteig är en stadskommun i förbundslandet Niederösterreich i Österrike. Den ligger i distriktet Zwettl, 95 kilometer nordväst om huvudstaden Wien. Kommunen har 1 736 invånare (2024).
Kommunen består av fem orter (Ortschaften) (inom parentes invånarantal 1 januari 2024):
- Allentsteig (1 284)
- Bernschlag (126)
- Reinsbach (76)
- Thaua (182)
- Zwinzen (68)